# Miles Evans (jazzmuzikant)
Miles Ian Gilmore Evans (New York, 5 juli 1965) is een Amerikaanse jazztrompettist en orkestleider.

## Biografie
Evans is de tweede zoon van Gil en Anita Evans. Vanaf 1974 kreeg hij trompetonderricht van Lew Soloff en Jon Faddis, die toentertijd behoorden tot het Gil Evans Orchestra. Sinds 1982 speelde de qua sound aan Miles Davis georiënteerde trompettist in het Monday Night Orchestra, waarmee hij ook opnam (Live At Sweet Basil, 1985). Hij ging ook met de band van zijn vader op een Europese tournee.
Na het overlijden van zijn vader nam hij in 1988 de leiding over van het orkest, waarmee hij meerdere Europese tournees afwerkte (Tribute To Gil, 1988). In 1991 nam hij ook op met Miles Davis tijdens het Montreux Jazz Festival. In 1996 activeerde hij het Gil Evans-orkest opnieuw om daarmee in New York klassieke arrangementen van zijn vader op te voeren. Later leidde hij een band onder zijn eigen naam, waarmee hij in 2005 het album Knock Knock uitbracht. Hij is ook te horen op albums van Johnny Avalanche, Ray Russell, Quincy Jones, Hard 2 Obtain, Lew Soloff, Jaco Pastorius en Sting. Tom Lord vermeldde 33 opnamen van Evans tussen 1981 en 2000. 